# Манчестер (Кентаки)
Манчестер (енгл. Manchester) град је у америчкој савезној држави Кентаки.

## Демографија
По попису из 2010. године број становника је 1.255, што је 483 (-27,8%) становника мање него 2000. године.
| Група             | 2000.         | 2010.         |
| Белци             | 1.594 (91,7%) | 1.153 (91,9%) |
| Афроамериканци    | 109 (6,3%)    | 79 (6,3%)     |
| Азијати           | 5 (0,3%)      | 1 (0,1%)      |
| Хиспаноамериканци | 10 (0,6%)     | 12 (1,0%)     |
| Укупно            | 1.738         | 1.255         |